# Turfan
Turfan (uiguro: تۇرپان; uyghur latino: Turpan; cinese: 吐魯番, pinyin: Tǔlǔfān) è una città-prefettura della Repubblica Popolare Cinese, nella regione dello Xinjiang. Ha una popolazione di 254 900 abitanti (2003).
Anticamente qui si parlava una delle lingue tocarie, gruppo oggi estinto appartenente alla famiglia linguistica indoeuropea.
Si trova a 150 km a sud est di Ürümqi.

## Monumenti e luoghi d'interesse

### Architetture religiose

#### Moschea di Emin
Costruito nella seconda metà del XVIII secolo, conserva il minareto più alto di tutta la Cina.

#### Tombe Yanghai
Un vasto antico cimitero (54 000 m2) nei pressi del bacino di Turfan attribuito alla cultura Gushi. Contiene la tomba di uno sciamano vecchia di 2700 anni, nella quale si trovano un cesto e una boccia in legno, riempite con 789 grammi di cannabis (si tratta della più antica testimonianza dell'uso della cannabis come medicina).
Una parte degli archeologi ritiene che le tombe siano da attribuire alla cultura Subeiki, un popolo che risiedeva nell'area 3.000 anni fa e che aveva solidi rapporti con gli Sciti.

## Geografia antropica

### Suddivisioni amministrative
- Distretto di Gaochang
- Contea di Toksun
- Contea di Shanshan